# كارولين كيلرمان
كارولين كيلرمان (بالدنماركية: Caroline Kellermann)‏ هي راقصة باليه دنماركية، ولدت في 26 فبراير 1821 في كوبنهاغن في الدنمارك، وتوفيت في 20 مايو 1881.